# Gaudêncio de Évora
Gaudêncio foi um fidalgo originário de Évora que viveu nos primeiros séculos do cristianismo. Empenhou-se na conversão dos seus compatriotas. Vindo a ser perseguido, escolheu o exilo em Val Bregaglia, onde pregou a idólatras e arianos. Acaba por ser ferido de morte com um machado num pinhal perto de Vicosoprano.
O culto das suas relíquias foi aprovado no século XVI.